# Traulia stali
Traulia stali är en insektsart som beskrevs av Bolívar, C. 1917. Traulia stali ingår i släktet Traulia och familjen gräshoppor. Inga underarter finns listade i Catalogue of Life.